# Bupleurum karglii
Bupleurum karglii là một loài thực vật có hoa trong họ Hoa tán. Loài này được Vis. mô tả khoa học đầu tiên năm 1850.